# 格雷戈里·罗利
格雷戈里·罗利（Gregory "Greg" Raleigh，1961年—），出生于加利福尼亚州奥兰治，是美国无线电科学家、发明家和企业家，在无线通信、信息论、移动操作系统、医疗设备和网络虚拟化领域做出了许多贡献。他的发现与发明包括首个准确预测高级天线系统性能的无线通信信道模型， 用于现代的Wi-Fi和4G无线网络和设备的MIMO-OFDM技术，用于癌症治疗的更高精度的辐射束疗法、改进的3D 手术成像，以及面向移动网络运营商的、基于云技术的网络功能虚拟化平台，使用户能够定制和修改他们的智能手机服务。

## 生平
格雷戈里·罗利学士毕业于加州理工州立大学的电子工程系，随后在斯坦福大学以及加州理工学院分别取得电子工程硕士学位和博士学位。他于 1984 年加入了沃特金斯-约翰逊公司，担任无线电工程师一职，随后晋升为首席科学家兼研发副总裁。 罗利随后共同创立了五家公司：Clarity Wireless、 Airgo Networks 、Headwater Research、 ItsOn和 Chilko Capital。